# Fritz Mauthner
Fritz Mauthner (Horschitz, 22 novembre 1849 – Meersburg, 29 giugno 1923) è stato un filosofo e scrittore austro-ungarico di lingua tedesca, autore di romanzi, satire e opere giornalistiche. Fu un esponente dello scetticismo filosofico derivato da una critica della conoscenza umana e della filosofia del linguaggio.
Divenne direttore del Berliner Tageblatt nel 1895, ma è ricordato soprattutto per i suoi Beiträge zu einer Kritik der Sprache ("Contributi per una critica del linguaggio"), pubblicati in tre parti nel 1901 e nel 1902. Ludwig Wittgenstein prese molte delle sue idee da Mauthner, e lo riconosce nel suo Tractatus Logico-Philosophicus (1922).

## Biografia
Mauthner nacque a Horschitz, una città situata nella Boemia settentrionale (oggi Hořice, nella Repubblica Ceca), al secolo una provincia dell'Impero austro-ungarico, il 22 novembre del 1849 in una famiglia ebraica, assimilatasi culturalmente alla società asburgica. Era il quarto di sei figli del fabbricante di tessuti Emmanuel Mauthner e di sua moglie Amalie. Quando Fritz aveva sei anni, la famiglia si trasferì a Praga. Mauthner studiò legge a Praga con Adolf Merkel, Antonín Randa e Jožef Krajnc, tra gli altri, ma abbandonò gli studi.
La sua conoscenza con Ernst Mach è considerata particolarmente importante per la visione del mondo di Mauthner. Insegnò fisica sperimentale a Praga dal 1867 al 1875. All'inizio del secolo, Mauthner scrisse in una lettera a Mach che aveva ricevuto da lui l'impulso di "eliminare i fondamenti metafisici latenti dalla scienza". Nel 1871 scrisse il ciclo di sonetti La grande rivoluzione, che gli valse quasi un'incriminazione per alto tradimento.  Nel 1873, Mauthner lavorò in uno studio legale. Nello stesso anno fu scritta la prima versione della Critica del linguaggio (oggi perduta). Mauthner scrisse i suoi primi racconti e feuilleton durante questa fase. Il 23 maggio 1873, la prima della sua opera Anna ebbe luogo al Teatro Reale di Stato Tedesco di Praga.

### Collaborazione con il "Berliner Tageblatt"

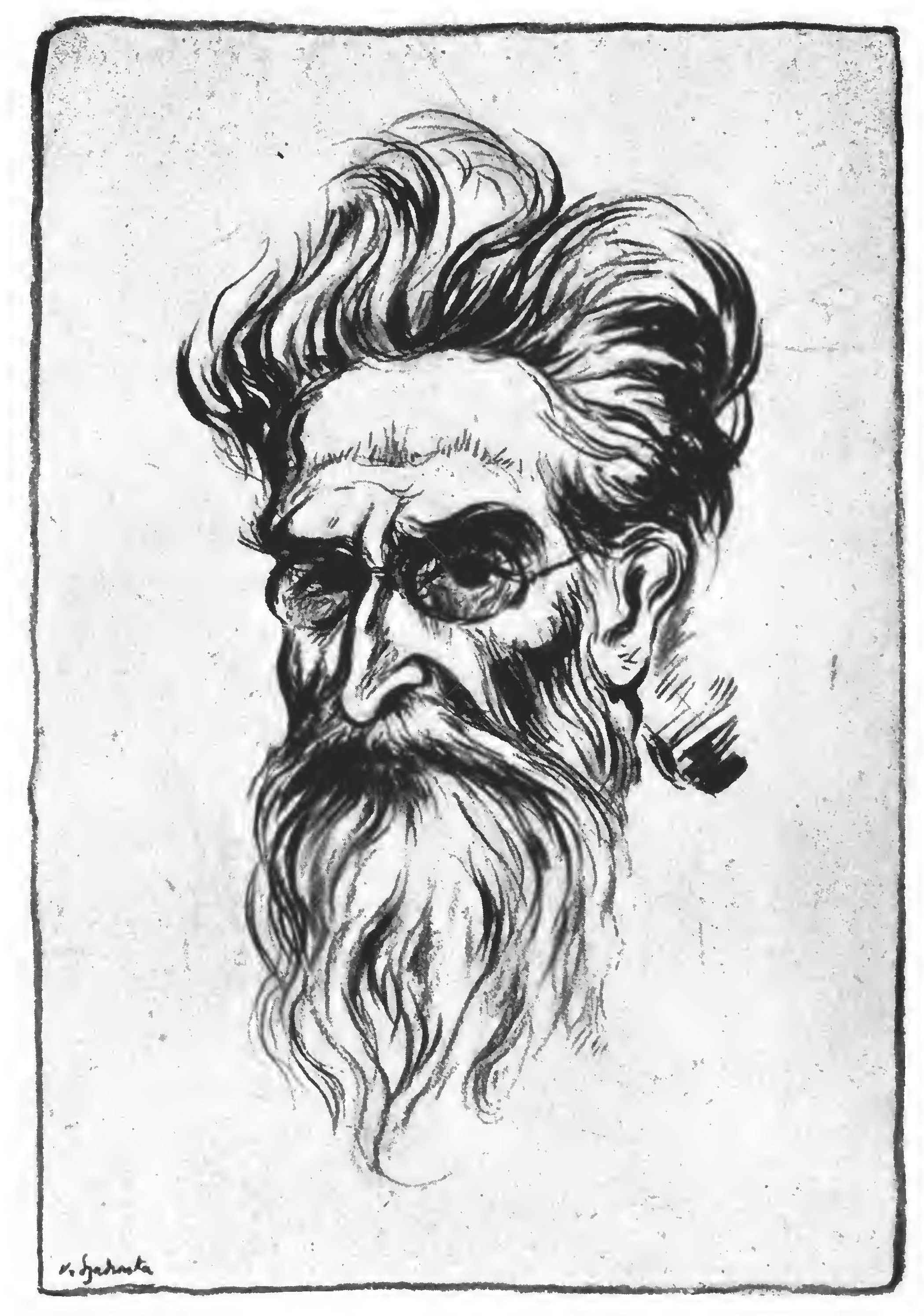
Ritratto di Mauthner di Kasia von Szadurska (1916)

Nel 1876 Mauthner si recò a Berlino, nel Regno di Prussia, per scrivere per il Berliner Tageblatt di Rudolf Mosse (fondato nel 1871). Vi lavorò come redattore per circa 45 anni, con qualche interruzione. Due anni dopo sposò la pianista ebrea Jenny Ehrenberg, dalla quale ebbe la sua unica figlia. La moglie di Mauthner morì nel 1896. Dal 1878 pubblicò parodie di autori contemporanei come Gustav Freytag, Paul Heyse e Arno Holz nel Deutsches Montagsblatt. Le parodie apparvero in seguito nelle edizioni dei libri. L'effetto sui lettori dell'epoca è descritto come sensazionale. Nel 1902, l'edizione completa delle parodie aveva raggiunto le 30 edizioni.
Nel 1880, Mauthner fu uno dei membri fondatori della Società Informale, che comprendeva Otto Brahm, Max Halbe, Maximilian Harden, Otto Erich Hartleben e Gerhart Hauptmann. Oltre al suo lavoro al Berliner Tageblatt, Mauthner scrisse diversi romanzi e parodie, alcune delle quali riflettevano le sue – per lui frustranti – esperienze di direttore. Nel 1882 fu pubblicato Der neue Ahasver e nel 1887 il romanzo nazionalista tedesco Der letzte Deutsche di Blatna. Nel 1888, descrisse la vita quotidiana al Tageblatt nella seconda parte della sua trilogia Berlin W., il romanzo dalle tinte autobiografiche Die Fanfare. Lì, il suo datore di lavoro Rudolf Mosse (Gottlieb Mettmann nel romanzo) è descritto come estremamente orientato agli affari, ma ignorante e senza scrupoli. Il pubblicista Siegfried Jacobsohn scrisse a proposito di questa satira: "(...) Gottlieb Mettmann non è una tua fotografia, Rudolf Mosse. È una caricatura, ovviamente. La loro linea d'azione non era da nessuna parte, la loro essenza era ovunque".
Nello stesso anno, Mauthner pubblicò la sua satira per la stampa Schmock oder die litterarische Karriere der Gegenwart ("Schmock o la carriera letteraria del presente"), in cui denunciava anche l'opportunismo e la mancanza di formazione dei giornalisti con caustica ironia. In un manoscritto di 47 pagine sul suo periodo come redattore al Tageblatt, Mauthner non ha lasciato "nessun bel capello" sul caporedattore Arthur Levysohn e sui dipendenti responsabili del feuilleton.  Ciononostante, il suo rapporto personale e professionale con Mosse rimase sorprendentemente tranquillo. Dall'ottobre 1889 Mauthner fu redattore del giornale Deutschland. Dal 1882 al 1897 pubblicò un totale di dodici romanzi, oltre a racconti e poesie. La narrativa di Mauthner è stata ben accolta dai lettori, mentre i critici letterari hanno reagito per lo più negativamente.

### Berlino, Friburgo, Meersburg

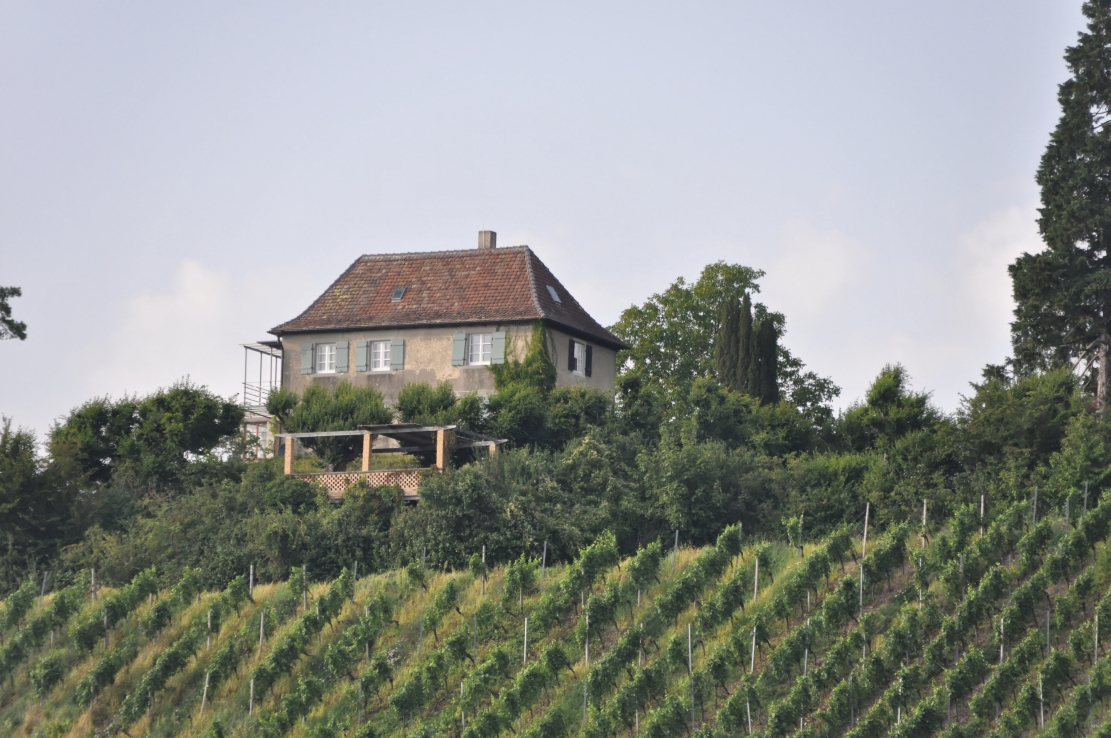
La Glaserhäusle vista dal Lago di Costanza

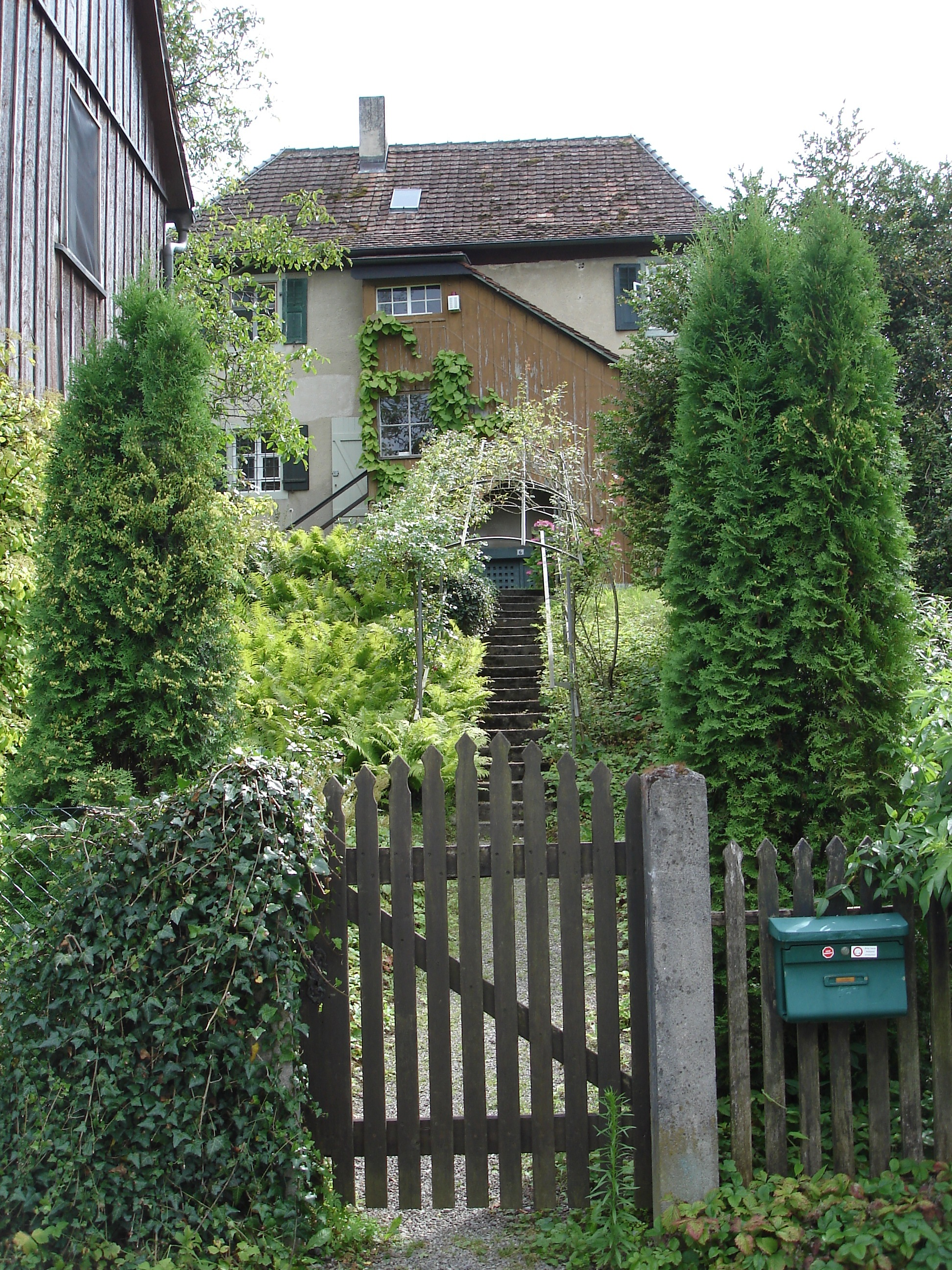
Residenza di Fritz Mauthner e Harriet Straub, la cosiddetta Glaserhäusle a Meersburg sul Lago di Costanza

Nel 1892 si trasferì a Berlino-Grunewald. Qui iniziò a scrivere i suoi contributi sulla critica del linguaggio. Mauthner intensificò il suo lavoro di critica linguistica, ma dovette interrompere tutto nel 1898 perché rischiava di diventare cieco. Lavorò poi con Gustav Landauer. Il primo e il secondo volume dei contributi furono pubblicati nel 1901, seguiti un anno dopo dal terzo. Mauthner fu profondamente deluso dal rifiuto delle sue critiche alla lingua da parte dei circoli accademici. Nel 1905 cercò di alleviare la depressione soggiornando nelle Isole Canarie. Dopo il matrimonio della figlia, Mauthner si trasferì a Friburgo in Brisgovia alla fine del 1905. Lì entrò a far parte della Società di Kant e incontrò Martin Buber nel 1906.
Nel 1907, Mauthner incontrò Harriet Straub (1872-1945). Nel 1909 si trasferì con lei a Meersburg sul Lago di Costanza, dove si sposarono poco dopo e vissero nel "Glaserhäusle", Glaserhäusleweg 7. In questo periodo scrisse la monografia Die Sprache, iniziata da Martin Buber e dedicata a Gustav Landauer, e poi si dedicò al Dizionario di filosofia, che apparve nel 1910 in due volumi (e nel 1923-1924 in una seconda versione riveduta). Nel 1912 completò la parabola filosofica L'ultima morte di Gautama Buddha.
Con l'inizio della prima guerra mondiale, nel 1914, iniziarono le controversie con l'amico Gustav Landauer. Mentre Landauer generalmente disapprovava la guerra, Mauthner scrisse articoli di propaganda per la guerra nel Berliner Tageblatt dal 1915 in poi. Dopo la sconfitta tedesca, che fu una catastrofe per lui, Mauthner si riconciliò con Landauer. Tuttavia, la rottura definitiva arrivò quando Landauer prese parte poco dopo, nel 2019, alla Repubblica Sovietica di Monaco. Mauthner divenne cittadino onorario di Meersburg nello stesso anno. Dal 1920 al 1923, L'ateismo e la sua storia in Occidente fu pubblicato in quattro volumi. Uno studio profondo ed esteso che fece di Mauthner uno dei grandi referenti per la storiografia dell'ateismo, quantunque la barriera idealistica e cattolica in Italia ne abbia oscurata e minimizzata la figura, preferendo considerarlo soltanto un acuto filologo e un linguista. La sua storia dell'ateismo è invece uno dei primi seri tentativi di evidenziare le mistificazioni operate dalla presunta “filosofia medievale”, la scolastica cristiana, imbevuta di dogmatismo teologico, di mistica e di apriorismo metafisico. Poco prima della sua morte Mauthner lavorò a Tre immagini del mondo, che furono pubblicate postume.

### La morte

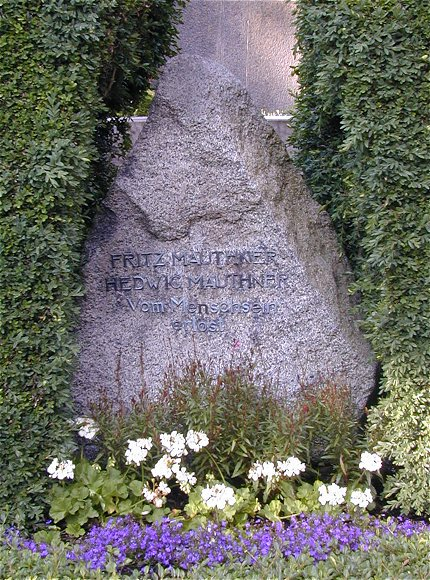
Tomba di Fritz e Hedwig Mauthner (Harriet Straub) al cimitero di Meersburg. Sulla lapide: Vom Menschsein erlöst (Redento dall'essere umano)

Mauthner morì all'età di 74 anni il 29 giugno 1923. Hedwig Mauthner continuò a vivere nella Glaserhäusle dopo la morte del marito. Durante il regime nazionalsocialista, in quanto vedova di un ebreo, le fu proibito di pubblicare libri nel 1933 e i suoi pagamenti della pensione furono sospesi. Sopravvisse grazie all'aiuto di amici e del parroco della città di Meersburg Wilhelm Restle, e morì povera nel 1945. Fritz e Hedwig Mauthner sono sepolti insieme nel cimitero di Meersburg; sulla loro lapide si legge Vom Menschsein erlöst ("Redento dall'essere umano").  L'aforisma "redento dall'essere umano" si riferisce al suo libro L'ultima morte di Gautama Buddha e simboleggia il non-essere.

## Opere
- Beiträge zu einer Kritik der Sprache (Contributi alla critica del linguaggio) 3 volumi, 1901-1902
- Aristoteles, 1904
- Die Sprache (Il linguaggio), 1907
- Wörterbuch der Philosophie. Neue Beiträge zu einer Kritik der Sprache, (Dizionario di Filosofia. Nuovi Contributi ad una Critica del Linguaggio) 2 volumi, 1910-11, seconda edizione, Leipzig: Felix Meiner, 1923.
- Der Atheismus und seine Geschichte im Abendlande,1920-1923 (4 volumi).